# Arne Westlander
Arne Westlander, född 11 juni 1929 i Enköping, död 16 januari 2014 i Arnäs församling, var en svensk jurist som var lagman i Örnsköldsviks tingsrätt från 1983 till 1994.
Westlander blev juris kandidat 1955 vid Uppsala universitet och genomförde tingstjänstgöring 1955–1957, innan han blev fiskal vid hovrätten för Nedre Norrland 1958. Han blev tingsdomare i Ångermanlands norra domsaga 1969, var från 1971 rådman i Örnsköldsviks tingsrätt, där han sedan var lagman 1983–1994.
Westlander var son till läroverksadjunkt Eskil Westlander och hans maka Olga, född Eeg-Olofsson. Han var gift från 1958 med Elvy, född Malmsten 1931. Arne Westlander är gravsatt i minneslunden på Skogskyrkogården i Gävle.